# Athlītikī Enōsī Kition 2013-2014
Questa voce raccoglie le informazioni riguardanti l'Athlītikī Enōsī Kition nelle competizioni ufficiali della stagione 2013-2014.

## Rosa
Fonte:
| N. |                        | Ruolo | Calciatore           |
| -- | ---------------------- | ----- | -------------------- |
|    | Brasile (bandiera)     | P     | Alexandre Negri      |
|    | Spagna (bandiera)      | P     | Miguel Escalona      |
|    | Cipro (bandiera)       | P     | Kyriakos Panayiotou  |
|    | Spagna (bandiera)      | D     | David Catalá         |
|    | Paesi Bassi (bandiera) | D     | Serginho Greene      |
|    | Israele (bandiera)     | D     | Haim Megrelishveli   |
|    | Cipro (bandiera)       | D     | Lefteris Mertakas    |
|    | Spagna (bandiera)      | D     | Ander Murillo        |
|    | Portogallo (bandiera)  | D     | Toni Lopes           |
|    | Grecia (bandiera)      | D     | Georgios Zygogiannis |
|    | Israele (bandiera)     | C     | Hassan Abu Zaid      |
|    | Cipro (bandiera)       | C     | Nikos Englezou       |

| N. |                        | Ruolo | Calciatore           |
| -- | ---------------------- | ----- | -------------------- |
|    | Portogallo (bandiera)  | C     | Hélder Castro        |
|    | Ucraina (bandiera)     | C     | Vitalij Ivanko       |
|    | Cipro (bandiera)       | C     | Andreas Mangouris    |
|    | Cipro (bandiera)       | C     | Kyriakos Paulou      |
|    | Grecia (bandiera)      | C     | Giannis Skopelitis   |
|    | Spagna (bandiera)      | A     | Joan Tomás           |
|    | Cipro (bandiera)       | A     | Christoforos Kourtis |
|    | Paesi Bassi (bandiera) | A     | Nassir Maachi        |
|    | Cipro (bandiera)       | A     | Nestoras Mytidīs     |
|    | Spagna (bandiera)      | A     | Gorka Pintado        |
|    | Cipro (bandiera)       | A     | Antonis Vasiliou     |